# ザッパ汁
ザッパ汁（ザッパじる）とは、男鹿半島近辺の日本海沿岸部に伝わる郷土料理であり、鍋料理の一種である。じゃっぱ汁とも。
「ザッパ汁」のザッパは魚のアラを指しており、地元では魚の種類や味付けは問わず、アラの入った鍋の事を全てザッパ汁と呼んでいる。
白菜、大根、ニンジン、蒟蒻なども入れ、味噌、酒粕仕立てにしたものが多い。